# 千葉県議会
千葉県議会（ちばけんぎかい）は、日本の地方議会。千葉県の議決機関。

## 概要

### 任期
4年。ただし議会が解散されれば、その時点で失職する。

### 定数
94名
2023年（令和5年）4月9日改選（詳細）。

### 選出方法
中選挙区制と小選挙区制の並立制。

### 事務局
県議会を補助する事務組織として、事務局が置かれている。
総務課
- 秘書室第1班・第2班
  - 議長・副議長の秘書に関すること
  - 議員の接遇と受付に関すること
- 総務班
  - 庶務一般に関すること
  - 庁舎管理に関すること
  - 本会議の傍聴受付に関すること
- 調整班
  - 情報公開に関すること
  - 政務調査費に関すること

議事課
- 議事班
  - 本会議の運営に関すること
- 委員会班
  - 常任委員会の運営に関すること
  - 請願、陳情に関すること

政務調査課
- 調査政策班
  - 政策研究及び法務に関すること
  - 議員からの調査依頼に関すること
- 議会広報班
  - インターネット本会議中継、会議録検索に関すること
  - 広報に関すること

図書室
- 図書班
  - 資料の収集、保管及び利用に関すること
- 議会史編さん班
  - 議会史の編さんに関すること

### 会派
| 会派名                     | 議員数 | 所属党派               | 女性議員数 | 女性議員の比率(%) |
| -------------------------- | ------ | ---------------------- | ---------- | ----------------- |
| 自由民主党千葉県議会議員会 | 50     | 自由民主党             | 3          | 6                 |
| 立憲民主党千葉県議会議員会 | 15     | 立憲民主党             | 5          | 33.33             |
| 公明党千葉県議会議員団     | 8      | 公明党                 | 0          | 0                 |
| 日本共産党千葉県議会議員団 | 4      | 日本共産党             | 2          | 50                |
| 千葉政策議員団             | 4      | 無所属                 | 1          | 25                |
| 国民民主党千葉県議会議員会 | 2      | 国民民主党             | 0          | 0                 |
| 平和の党                   | 1      | 平和の党               | 0          | 0                 |
| 千葉県民の声               | 1      | 無所属                 | 0          | 0                 |
| 千葉新政会                 | 1      | 日本維新の会           | 0          | 0                 |
| 北総ダッシュの会           | 1      | 無所属                 | 1          | 100               |
| リベラル民主               | 1      | 無所属                 | 0          | 0                 |
| 市民ネットワーク           | 1      | 市民ネットワーク千葉県 | 1          | 100               |
| 市民力                     | 1      | 無所属                 | 1          | 100               |
| 有志の会                   | 1      | 無所属                 | 0          | 0                 |
| 無所属                     | 4      | 自由民主党1・無所属3   | 0          | 0                 |
| 計                         | 95     |                        | 14         | 14.74             |

（2023年6月19日現在）
- 常任委員会
  - 総務防災常任委員会
  - 総合企画水道常任委員会
  - 健康福祉常任委員会
  - 環境生活警察常任委員会
  - 商工労働企業常任委員会
  - 農林水産常任委員会　
  - 県土整備常任委員会
  - 文教常任委員会

- 特別委員会
  - 決算審査特別委員会

- 議会運営委員会

## 議員報酬等
| 役職   | 議員報酬         | 政務活動費                                       |
| ------ | ---------------- | ------------------------------------------------ |
| 議長   | 月額 101万0000円 | 会派一人当たり／月額 5万円 議員個人／月額 35万円 |
| 副議長 | 月額 97万0000円  | 会派一人当たり／月額 5万円 議員個人／月額 35万円 |
| 議員   | 月額 88万0000円  | 会派一人当たり／月額 5万円 議員個人／月額 35万円 |

- 別途、年2回期末手当あり
- 政務活動費の残金は県に返還する義務がある
- 議員年金は2011年（平成23年）6月1日で廃止されている

## 各選挙区の定数・区域・選出議員
- 選挙区数41[3]

| 選挙区名               | 定数 | 選挙区名                 | 定数 | 選挙区名                           | 定数 | 選挙区名             | 定数 |
| ---------------------- | ---- | ------------------------ | ---- | ---------------------------------- | ---- | -------------------- | ---- |
| 長生郡                 | 1    | 千葉市中央区             | 3    | 千葉市花見川区                     | 3    | 千葉市稲毛区         | 2    |
| 千葉市若葉区           | 2    | 千葉市緑区               | 2    | 千葉市美浜区                       | 2    | 銚子市・香取郡東庄町 | 2    |
| 市川市                 | 6    | 船橋市                   | 7    | 館山市                             | 1    | 木更津市             | 2    |
| 松戸市                 | 7    | 野田市                   | 2    | 茂原市                             | 2    | 成田市               | 2    |
| 佐倉市・印旛郡酒々井町 | 3    | 東金市                   | 1    | 旭市                               | 1    | 習志野市             | 2    |
| 柏市                   | 5    | 勝浦市・いすみ市・夷隅郡 | 2    | 市原市                             | 4    | 流山市               | 3    |
| 八千代市               | 3    | 我孫子市                 | 2    | 鴨川市・南房総市・安房郡           | 2    | 鎌ケ谷市             | 2    |
| 君津市                 | 2    | 富津市                   | 1    | 浦安市                             | 2    | 四街道市             | 2    |
| 袖ケ浦市               | 1    | 八街市                   | 1    | 印西市・印旛郡栄町                 | 2    | 白井市               | 1    |
| 富里市                 | 1    | 匝瑳市                   | 1    | 香取市・香取郡神崎町・香取郡多古町 | 2    | 山武市・山武郡       | 2    |
| 大網白里市             | 1    |                          |      |                                    |      |                      |      |

## 主な千葉県議会議員出身者

### 衆議院議員（現職）
- 野田佳彦（立憲民主党） - 元内閣総理大臣
- 谷田川元（立憲民主党）
- 安藤淳子（立憲民主党）
- 矢崎堅太郎（立憲民主党）
- 小池正昭（自由民主党）

### 参議院議員（現職）
- 石井準一（自由民主党）
- 豊田俊郎（自由民主党）
- 臼井正一（自由民主党）

### その他
- 川口為之助 - 初代民選千葉県知事・元参議院議員・元千葉県会議長
- 菅野儀作 - 元参議院議員
- 浜田幸一 - 元衆議院議員
- 高橋誉冨 - 元参議院議員
- 井上裕 - 元衆議院議員・元参議院議長
- 倉田寛之 - 元参議院議長
- 桜田義孝 - 元東京オリンピック・パラリンピック担当大臣
- 林幹雄 - 第21代経済産業大臣
- 渡辺博道 - 第9・15代復興大臣
- 小川国彦 - 元衆議院議員
- 江口一雄 - 元衆議院議員
- 岡島正之 - 元衆議院議員
- 狩野勝 - 元衆議院議員
- 松本和那 - 元衆議院議員
- 田中昭一 - 元衆議院議員
- 実川幸夫 - 元衆議院議員
- 黒田雄　- 元衆議院議員
- 村越祐民 - 元衆議院議員・元市川市長
- 松崎公昭 - 元衆議院議員
- 西田譲 - 元衆議院議員
- 木村哲也 - 元衆議院議員
- 椎名一保 - 元参議院議員
- 加賀谷健 - 元参議院議員
- 重城保 - 元衆議院議員、初代千葉県会議長
- 太田和美 - 柏市長、元衆議院議員
- 田中甲 - 市川市長
- 内田悦嗣 - 浦安市長
- 石井宏子 - 君津市長
- 松崎秀樹 - 元浦安市長
- 藤代孝七 - 元船橋市長
- 松本清 - 元松戸市長
- 秋葉就一 - 元八千代市長
- 本間進 - 元俳優
- プリティ長嶋
- 水野文也
- 鈴木浩子

## 不祥事
2016年、千葉県議会において、団体での海外視察に海外政務活動費を充当していた3グループが、グループ毎に全員が同一の体裁や文面の視察報告書を提出していたことが判明した。一部の参加者が書いたものをコピーして使い回しにしており、少なくとも10年以上常態化している模様である。また、議会事務局も、黒塗り処理した議員の報告書を、コピーして他の議員の報告書とすり替えて報告していたことが、その後の取材で判明しており、情報公開制度を蔑（ないがしろ）にするものだとの批判が出ている。